# Niyazi
Niyazi ist ein türkischer männlicher Vorname persischer Herkunft, der auch in Aserbaidschan vorkommt und gelegentlich auch als Familienname auftritt.

## Verbreitung
In Deutschland kommt Niyazi nur recht selten vor, der Name wird seit Ende der 2000er Jahre fast jährlich vergeben. In den letzten 10 Jahren wurden etwa 50 Jungen so genannt. Der Name wird in Österreich seit der Jahrtausendwende gelegentlich vergeben, und zwar 10 Mal. In den Niederlanden kommt er seit Ende der 1960er Jahre regelmäßig in der Namensgebung vor. Dahingegen wird der Name in Frankreich und Dänemark seit den 1970er Jahren nur hin und wieder bei der Namenswahl berücksichtigt.

## Namensträger

### Osmanische Zeit
- Niyazi Misri († 1697), islamischer Mystiker
- Ahmed Niyazi Bey (1873–1913), osmanischer Politiker und Militär

### Vorname
- Niyazi Serhat Akın (* 1981), türkischer Fußballspieler
- Niyazi Güney (* 1974), türkischer Fußballspieler und -trainer
- Niyazi Karabulut (* 1985), türkischer Eishockeyspieler
- Niyazi Serdar Sarıçiftçi (* 1961), türkisch-österreichischer Physiker
- Niyazi Sel (1908–1980), türkischer Fußballspieler, -trainer und -funktionär
- Niyazi Tamakan (* 1932), türkischer Fußballspieler
- Niyazi Ulusoy (* 1939), türkischer Konteradmiral

### Familienname
- Ghulam Niazi (* 1992), afghanischer Fußballspieler, bekannt als Ghulam Hazrat Niazi
- Mehmet Niyazi (1878–1931), rumänischer Poet und politischer Aktivist
- Imran Khan (Imran Ahmad Khan Niazi, *1952), ehemaliger Premierminister Pakistans

### Künstlername
- Knyaz Hacıbəyov (1912–1984), aserbaidschanischer Komponist, genannt Maestro Niyazi

### Kunstfigur
- Was will Niyazi in der Naunynstraße?, Poem von Aras Ören aus dem Jahr 1973